# Mariosousa
Genre
Mariosousa est un genre de plantes à fleurs dicotylédones de la famille des Fabaceae, sous-famille des Mimosoideae, originaire d'Amérique du Nord et d'Amérique centrale,  qui compte une douzaine d'espèces acceptées.

## Liste d'espèces
Selon The Plant List (26 octobre 2018) :
- Mariosousa acatlensis (Benth.) Seigler & Ebinger
- Mariosousa centralis (Britton & Rose) Seigler & Ebinger
- Mariosousa compacta (Rose) Seigler & Ebinger
- Mariosousa coulteri (Benth.) Seigler & Ebinger
- Mariosousa dolichostachya (S.F.Blake) Seigler & Ebinger
- Mariosousa durangensis (Britton & Rose) Seigler & Ebinger
- Mariosousa mammifera (Schltdl.) Seigler & Ebinger
- Mariosousa millefolia (S.Watsonl) Seigler & Ebinger
- Mariosousa russelliana (Britton & Rose) Seigler & Ebinger
- Mariosousa salazarii (Britton & Rose) Seigler & Ebinger
- Mariosousa sericea (M.Martens & Galeotii) Seigler & Ebinger
- Mariosousa usumacintensis (Lundell) Seigler & Ebinger
- Mariosousa willardiana (Rose) Seigler & Ebinger